# Majster Kat
Majster Kat este o trupă de thrash metal din Slovacia.

## Discografie

### Lansări oficiale
- Svätá Zvrhlosť 2007 - (CD)
- Naživo v Bratislave 2007 - (DVD)

### Demo și live
- 2003 - Live in Dreváreň
- 2004 - Demo